# Містер Цвілінг і місіс Цукерман
«Мітер Цвіллінг і місіс Цукерман» — (нім. Herr Zwilling und Frau Zuckermann) — німецький документальний фільм 1999 року, знятий режисером Фолькером Кьоппом. Стрічка розповідає про життя та спогади єврейської громади в українському місті Чернівці, акцентуючи увагу на особистих історіях двох головних героїв — містера. Матіаса Цвіллінга та місіс Рози Рот-Цукерман. Фільм є глибоким дослідженням історичної пам'яті, культурної ідентичності та виживання в умовах змін, що відбулися на пострадянському просторі.

## Сюжет
Фільм Фолькера Кьоппа переносить глядача до Чернівців — міста, що було колись значним центром єврейської культури та інтелектуального життя, відомого як «маленький Відень». Режисер зосереджується на долях двох літніх представників єврейської громади, які пережили Голокост та зберегли пам'ять про багате минуле міста: містера Матіаса Цвіллінга та місіс Рози Рот-Цукерман.
Містер Цвіллінг — це інтелігентний чоловік, що згадує про довоєнне життя Чернівців, його багатомовність та культурне розмаїття. Місіс Цукерман, у свою чергу, ділиться особистими історіями виживання, втрат та повсякденного життя євреїв у повоєнний час. Через їхні розповіді та спостереження за сучасним життям міста, фільм розкриває теми ідентичності, релігії, мови та складної історії Чернівців, де перепліталися австрійська, румунська, українська, російська та єврейська культури.
Фільм не є лінійною оповіддю, а скоріше мозаїкою зі спогадів, повсякденних сцен, міських пейзажів та роздумів про минуле, сьогодення та майбутнє єврейської громадив місті, яке пройшло через численні зміни політичних режимів та кордонів.

## Виробництво
Фільм «Містер Цвіллінг і місіс Цукерман» є одним із знакових робіт німецького режисера-документаліста Фолькера Кьоппа, відомого своїм унікальним стилем спостережного кіно, що поєднує глибоке занурення в місцевість з особистими історіями героїв.
Режисер та сценарист: Фолькер Кьопп самостійно працював над сценарієм, базуючись на власних дослідженнях та концепції, розробленій спільно з Барбарою Франкенштейн.
Продюсер: Барбара Франкенштейн виступила продюсером фільму через компанію Vineta Film (Берлін)
Співвиробництво: Важливу роль у фінансуванні та виробництві фільму відіграли німецькі суспільні телерадіокомпанії MDR (Mitteldeutscher Rundfunk), WDR (Westdeutscher Rundfunk), SFB (Sender Freies Berlin, нині RBB), що є типовим для авторських документальних проектів у Німеччині.

### Знімальна група
- Оператор: Томас Пленерт, чия робота відзначилася глибокими та атмосферними кадрами Чернівців.
- Монтаж: Ангеліка Арнольд, яка майстерно скомпонувала фрагменти розмов, спостережень та архівних матеріалів.

Фільм знімався безпосередньо в Чернівцях, що дозволило Кьоппу достовірно відобразити атмосферу міста та його мешканців.

### У ролях
- Матіас Цвіллінг
- Роза Рот-Цукерман
- інші мешканці Чернівців (Епізоди)

## Мови
Фільм є яскравим прикладом багатомовності, що відображає історичний та культурний ландшафт Чернівців. Діалоги та розповіді у фільмі звучать такими мовами:
- німецька
- їд. יידיש (ідиш)
- іврит
- російська
- українська

Ця багатомовність є ключовим елементом фільму, що підкреслює складну ідентичність міста та його єврейської громади.

## Прем'єра та прокат
«Пан Цвіллінг і пані Цукерман» вперше був представлений публіці:
- Прем'єра на кінофестивалі: 16 лютого 1999 року на Берлінський міжнародний кінофестиваль|Берлінському міжнародному кінофестивалі (Internationales Forum des Jungen Films.
- Кінотеатральний прокат у Німеччині: З 3 червня 1999 року.

Фільм мав обмежений, але успішний прокат у кінотеатрах, переважно в Німеччині, та демонструвався на багатьох міжнародних кінофестивалях, де отримав визнання критиків. Український дубляж для фільму не створювався; покази в Україні, ймовірно, відбувалися з оригінальною звуковою доріжкою та субтитрами.

## Сприйняття
Фільм «Містер Цвіллінг і місіс Цукерман» отримав високе визнання як від критиків, так і від глядачів, що підтверджується його рейтингами та нагородами.
На базі даних IMDb фільм має високий рейтинг 8.1/10 на основі оцінок користувачів.
Фільм був відзначений за глибокий гуманізм, чутливе зображення історичної пам'яті та майстерне поєднання особистих розповідей із ширшим історичним контекстом. Критики хвалили режисерський підхід Фолькера Кьоппа до відображення унікальної атмосфери Чернівців та його мешканців.

## Нагороди та номінації
- 1999: Берлінський міжнародний кінофестиваль (Berlinale)
  - Прем'єра фільму відбулася в рамках програми «Міжнародний форум молодого кіно» (Internationales Forum des Jungen Films)
- 1999: Visions du Réel, Ньйон (Швейцарія)
  - Гран-прі (Grand Prix). Ця нагорода є однією з найвищих на престижному міжнародному фестивалі документальних фільмів.
- 1999: Artur-Brauner-Preis
  - Перемога (Приз Артура Браунера).
- 1999: Німецька кінопремія (Deutscher Filmpreis)
  - Номінація в категорії «Найкращий фільм» (Bester Spielfilm).
- 1999: Європейська кінопремія (European Film Award)
  - Номінація в категорії «Найкращий документальний фільм» (European Documentary Award / Prix Arte).